# Maria Deraismes
Maria Deraismes (Marie Adélaïde Deraismes; Pariz, 17. kolovoza 1828. – Pariz, 6. veljače 1894.) bila je francuska spisateljica, slobodna zidarica i jedna od ključnih pionirki u borbi za prava žena. 
Istaknula se kao snažna zagovornica ženskog obrazovanja, jednakosti spolova i političkih prava žena. Njeno djelovanje nije bilo ograničeno samo na feministički pokret – bila je aktivna i u društvenim reformama te je sudjelovala u naporima za poboljšanje uvjeta rada i života siromašnih slojeva. Posebno je poznata po tome što je postala prva žena primljena u mušku ložu, što je kasnije dovelo do osnivanja mješovitog slobodnozidarskog reda "Le Droit Humain", koji je prihvaćao i muškarce i žene kao ravnopravne članove.